# Kaisa (Leisi)
Kaisa – wieś w Estonii, w prowincji Sarema, w gminie Leisi.